# Marcel Cadolle
Marcel Cadolle (* 21. August 1878 in Paris; † 21. August 1956 ebenda) war ein französischer Radsportler.
Ab 1901 war Marcel Cadolle einer der erfolgreichsten Amateurfahrer Frankreichs auf Bahn und Straße. Mehrfach wurde er in verschiedenen Disziplinen französischer Meister (allein viermal – von 1902 bis 1905 –  gewann er die Meisterschaft über 50 Kilometer auf der Bahn). 1903 gewann er das Rennen Brüssel–Lüttich, 1905 siegte er in den Rennen Paris–Caen und Paris–Le Havre.
1906 wurde Cadolle Profi bei Alcyon-Dunlop und gewann Bordeaux–Paris, ein Rennen über rund 600 Kilometer. 1906 belegte er den zweiten Platz bei Paris–Roubaix. Zweimal startete Cadolle bei der Tour de France, 1906 und 1907. 1907 gewann er eine Etappe und lag in der Gesamtwertung auf Platz zwei, als er stürzte und aufgeben musste. Anschließend verbrachte er längere Zeit im Krankenhaus und musste seine aktive Radsport-Laufbahn beenden.